# 伊冯娜·默里
伊冯娜·默里（英語：Yvonne Murray，1964年10月4日—），英国女子田径运动员。她曾代表英国参加1988年和1992年夏季奥林匹克运动会田径比赛，其中1988年奥运会获得一枚铜牌。